# イカル
イカル（鵤、桑鳲、学名：Eophona personata）とはスズメ目アトリ科の鳥類である。

## 名称
木の実を嘴（くちばし）で廻したり転がしたりするため古くは「マメマワシ」や「マメコロガシ」、木の実を好んで食べるため「まめうまし」、「豆割り」などと呼ばれた。イカルという名の由来は奈良県の斑鳩とも鳴き声が「イカルコキー」と聞こえるからとも言われるが、定かではない。また古来より「イカルガ（鵤、斑鳩）」とも呼ばれる。なお、前者「鵤」については「角のように丈夫な嘴」を持つ当鳥に由来しているが、後者「斑鳩」の字を充てることは厳密には誤用であり、首に模様があるジュズカケバトを指していたという説もある。清少納言「枕草子」（第四十一段「鳥は」）には好ましい鳥の一つとして「頭赤き雀、いかるがの雄鳥、たくみ鳥」と記されている。
学名は Eophona がギリシア語で「暁の声」、personata がラテン語で「仮面をかぶった」を意味する。

## 分布

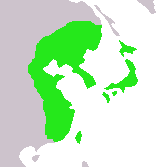
イカル分布図

ロシア東部の沿海州方面と日本で繁殖し、北方の個体は冬季に中国南部に渡り越冬する。
日本では北海道、本州、四国、九州の山林で繁殖するが北日本（北海道や東北北部）の個体は冬季は本州以南の暖地に移動する。

## 形態
全長は約23cm。太くて大きい黄色い嘴を持つ。額から頭頂、顔前部、風切羽の一部が光沢のある濃い紺色で体の上面と腹は灰褐色で下腹から下尾筒は白い。大雨覆と尾羽に紺色の金属光沢があり、初列風切羽に白斑がある。雌雄同色。

## 生態
主に樹上で生活するが、非繁殖期には地上で採食している姿もよく見かける。木の実や草の種子を採食する。時には、昆虫類も食べている。冬季にはジュズダマの実や刈田に残った籾を食べたりする。ムクノキの実や木の芽などの柔らかいものを好んで食べるが、硬い木の実も食べる。

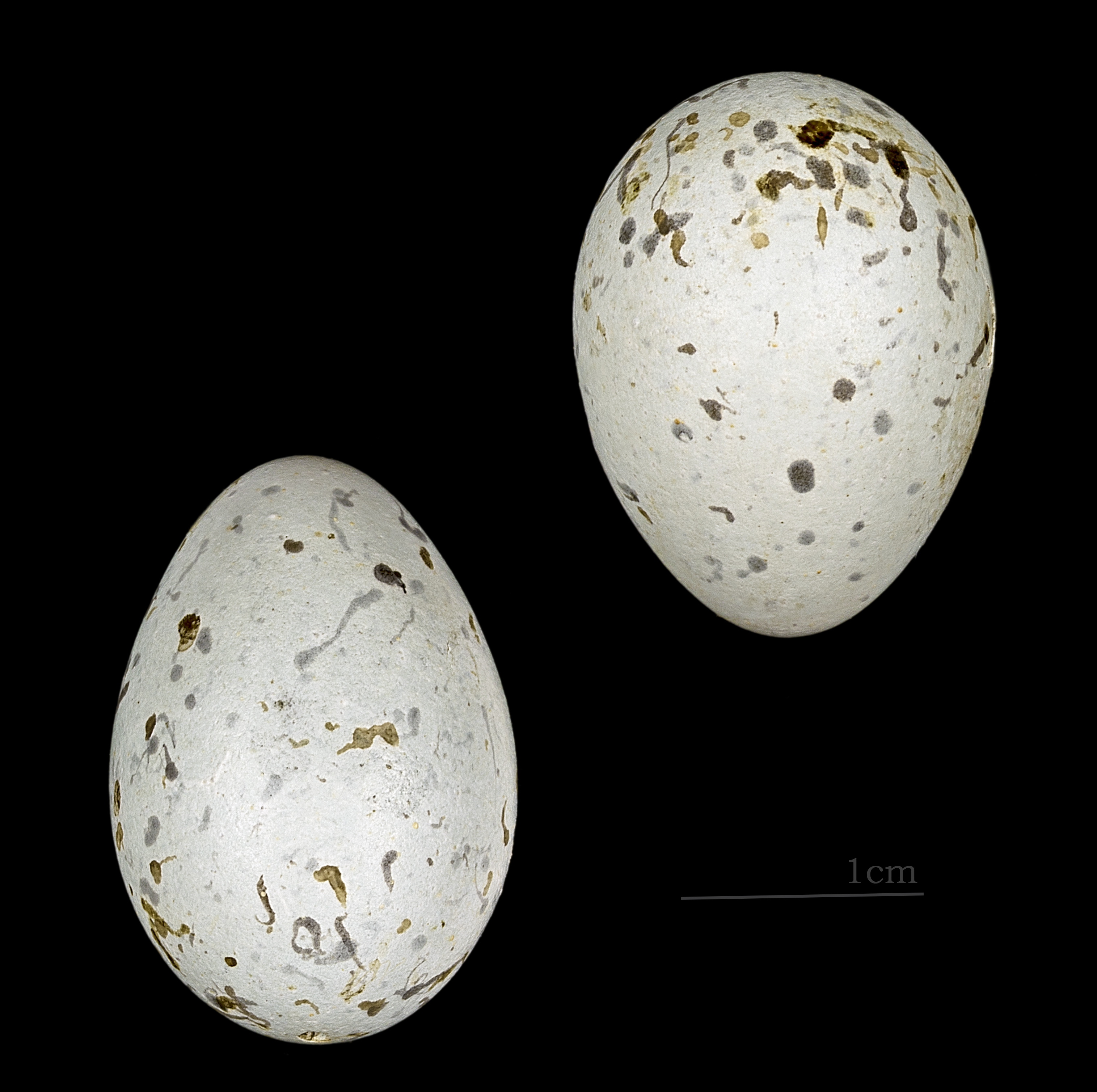
Eophona personata personata

繁殖期はつがいで生活するが巣の周囲の狭い範囲しか縄張りとせず、数つがいが隣接してコロニー状に営巣することが多い。木の枝の上に、枯れ枝や草の蔓を組み合わせて椀状の巣を作る。産卵期は5-7月で、3-4個の卵を産む。抱卵期間は約14日。雛は孵化してから14日程で巣立つ。
非繁殖期は数羽から数十羽の群れを形成して生活する。
波状に上下に揺れるように飛翔し、群れで飛ぶ場合は群れ全体も波状に動く。

## 聞きなし
各地に様々な聞きなしが伝わる。
- 比志利古木利（ひしりこきり）
- 月日星（つきひほし）

月・日・星と囀ることから三光鳥とも呼ばれている。
また、「蓑笠着い」と聞きなす地方もある。これは、繁殖期が梅雨に当たるため、この鳴き声を聞いたら、雨具である蓑と笠を用意した方がよいとするものである。
一般的には日本においては、「お菊二十四」「オキクニジュウシ」との聴きなしをすることが多い。